# Търговия на дребно в специализирани магазини с други нехранителни стоки
Търговия на дребно в специализирани магазини с други нехранителни стоки е отрасъл на икономиката в Статистическата класификация на икономическите дейности за Европейската общност, подразделение на търговията на дребно без търговия с автомобили и мотоциклети.
Той включва дейността на специализирани магазини за нехранителни стоки, невключени в другите подотрасли на търговията на дребно, като обувки, облекло, лекарства, козметика, бижутерия и други.